# 博卢利亚
博卢利亚，是西班牙巴伦西亚自治区阿利坎特省的一个市镇。总面积14km2，总人口358人（2001年），人口密度26人/km2。